# André François-Poncet
André François-Poncet (Provins, 13 giugno 1887 – Parigi, 8 gennaio 1978) è stato un ambasciatore e politico francese.

## Biografia
Deputato di Parigi nel 1924 e nel 1928, fu più volte sottosegretario di Stato tra il 1928 ed il 1931. Tra il 1930 e 1931 fu delegato francese alla Società delle Nazioni di Ginevra. Nello stesso 1931 fu nominato ambasciatore a Berlino, dove rimase fino al 1938. Dopo gli accordi di Monaco divenne ambasciatore a Roma, dove rimase fino al momento dell'entrata in guerra dell'Italia. In Italia, durante la crisi di Danzica dell'agosto 1939, cercò di migliorare le relazioni tra la Francia ed il governo fascista tramite Galeazzo Ciano, ministro degli Esteri; tentò, però senza successo, di favorire l'azione mediatrice di Mussolini ed italiana in genere. L'anno successivo tentò inutilmente di impedire l'entrata in guerra dell'Italia.
Tra il 1943 ed il 1944 fu imprigionato dai nazisti e deportato in Germania. Nel dopoguerra, fino al 1953, fu Alto commissario della Repubblica francese in Germania. Tra il 1953 e il 1955 fu ambasciatore a Bonn. Dal 1952 e fino alla morte, avvenuta nel 1978 è stato membro della Accademia francese.
Suo figlio Jean François-Poncet fu diplomatico, ministro degli Affari esteri dal 28 novembre 1978 al 21 maggio 1981, senatore del RPR e poi dell'UMP dal 1983 fino alla morte.

## Opere
André François-Poncet ha scritto alcuni libri di memorie relativi alle sue esperienze come ambasciatore, che sono state pubblicate anche in lingua italiana:
- Ricordi di un ambasciatore a Berlino (1946);
- Da Versailles a Potsdam (1948);
- A Palazzo Farnese (1961).